# La Rosa de Camacho
La Rosa de Camacho är en ort i Mexiko.   Den ligger i kommunen Abasolo och delstaten Guanajuato, i den centrala delen av landet, 280 km väster om huvudstaden Mexico City. La Rosa de Camacho ligger 1 690 meter över havet och antalet invånare är 125.
Terrängen runt La Rosa de Camacho är huvudsakligen platt, men österut är den kuperad. Terrängen runt La Rosa de Camacho sluttar västerut. Runt La Rosa de Camacho är det ganska tätbefolkat, med 124 invånare per kvadratkilometer. Närmaste större samhälle är Pénjamo, 13,4 km väster om La Rosa de Camacho. Trakten runt La Rosa de Camacho består till största delen av jordbruksmark.